# Plerneuf
Plerneuf (Bretons: Plerneg) is een gemeente in het Franse departement Côtes-d'Armor (regio Bretagne). De plaats maakt deel uit van het arrondissement Saint-Brieuc. Plerneuf telde op 1 januari 2022 1.119 inwoners.
Het dorp ligt langs de N12/E50 tussen Saint-Brieuc en Guingamp.

## Geografie
De oppervlakte van Plerneuf bedroeg op 1 januari 2022 8,3 vierkante kilometer; de bevolkingsdichtheid was toen 134,8 inwoners per km².
De onderstaande kaart toont de ligging van Plerneuf met de belangrijkste infrastructuur en aangrenzende gemeenten.

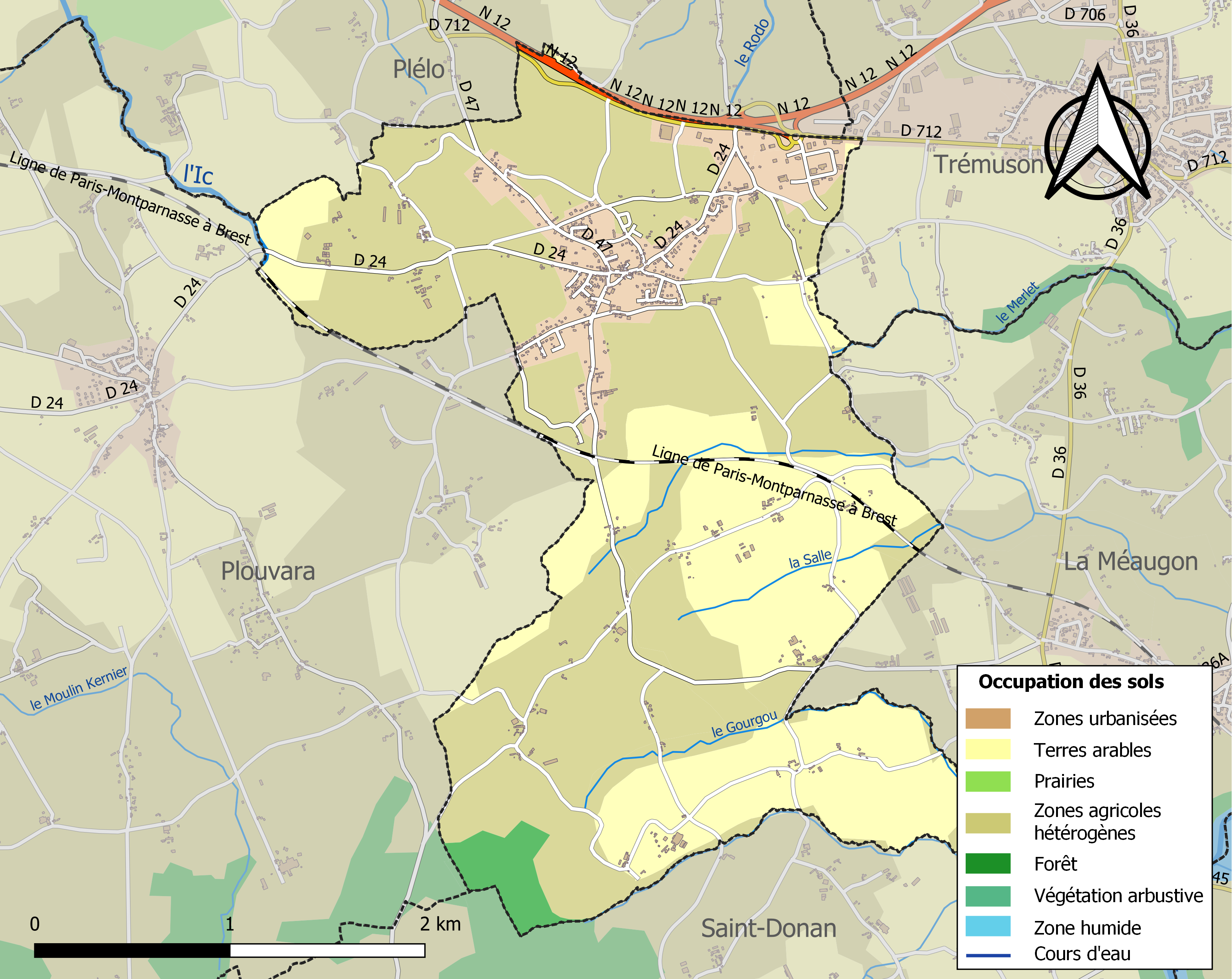

## Verkeer
De spoorweghalte Plouvara-Plerneuf ligt in de aanpalende gemeente Plouvara.

## Demografie
Onderstaande figuur toont het verloop van het inwonertal (bron: INSEE-tellingen).